# Fraccionamiento del Kilómetro Once
Fraccionamiento del Kilómetro Once är en ort i Mexiko.   Den ligger i kommunen Cuauhtémoc och delstaten Chihuahua, i den nordvästra delen av landet, 1 300 km nordväst om huvudstaden Mexico City. Fraccionamiento del Kilómetro Once ligger 2 026 meter över havet och antalet invånare är 118.
Terrängen runt Fraccionamiento del Kilómetro Once är huvudsakligen platt, men västerut är den kuperad. Runt Fraccionamiento del Kilómetro Once är det ganska glesbefolkat, med 43 invånare per kvadratkilometer. Närmaste större samhälle är Cuauhtémoc, 10,8 km söder om Fraccionamiento del Kilómetro Once. Trakten runt Fraccionamiento del Kilómetro Once består till största delen av jordbruksmark.